# Gheorghe Pană
Gheorghe Pană (ur. 9 kwietnia 1927) – rumuński działacz komunistyczny. 
W latach 1969–1975 był członkiem Rady Państwa. W latach 1969–1977 był odpowiedzialny za Wydział Organizacji i Kadr Komitetu Centralnego. Od kwietnia 1970 był członkiem Rady Obrony, od lipca 1971 zajmował się prognozowaniem społeczno-ekonomicznym w Komitecie Centralnym. W latach 1976–1979 przewodził centrali związków zawodowych, a w styczniu 1977 objął stanowisko przewodniczącego Rady do spraw Organizacji Społecznych i Ekonomicznych. W 1978 minister pracy, w latach 1979–1985 mer Bukaresztu, a także I sekretarz komitetu Rumuńskiej Partii Komunistycznej w okręgu Bukareszt. Współpracował z Komitetem do spraw Rad Ludowych.